# Poliakrylan sodu
Poliakrylan sodu – organiczny związek chemiczny, polimer kwasu akrylowego w postaci soli sodowej, charakteryzujący się zdolnością do wiązania znacznych ilości wody, do kilkuset razy więcej niż wynosi jego masa[niewiarygodne źródło?]. Stosowany np. we wkładach chłonnych w pieluszkach jednorazowych.